# 플리머스 플랜테이션에 대해

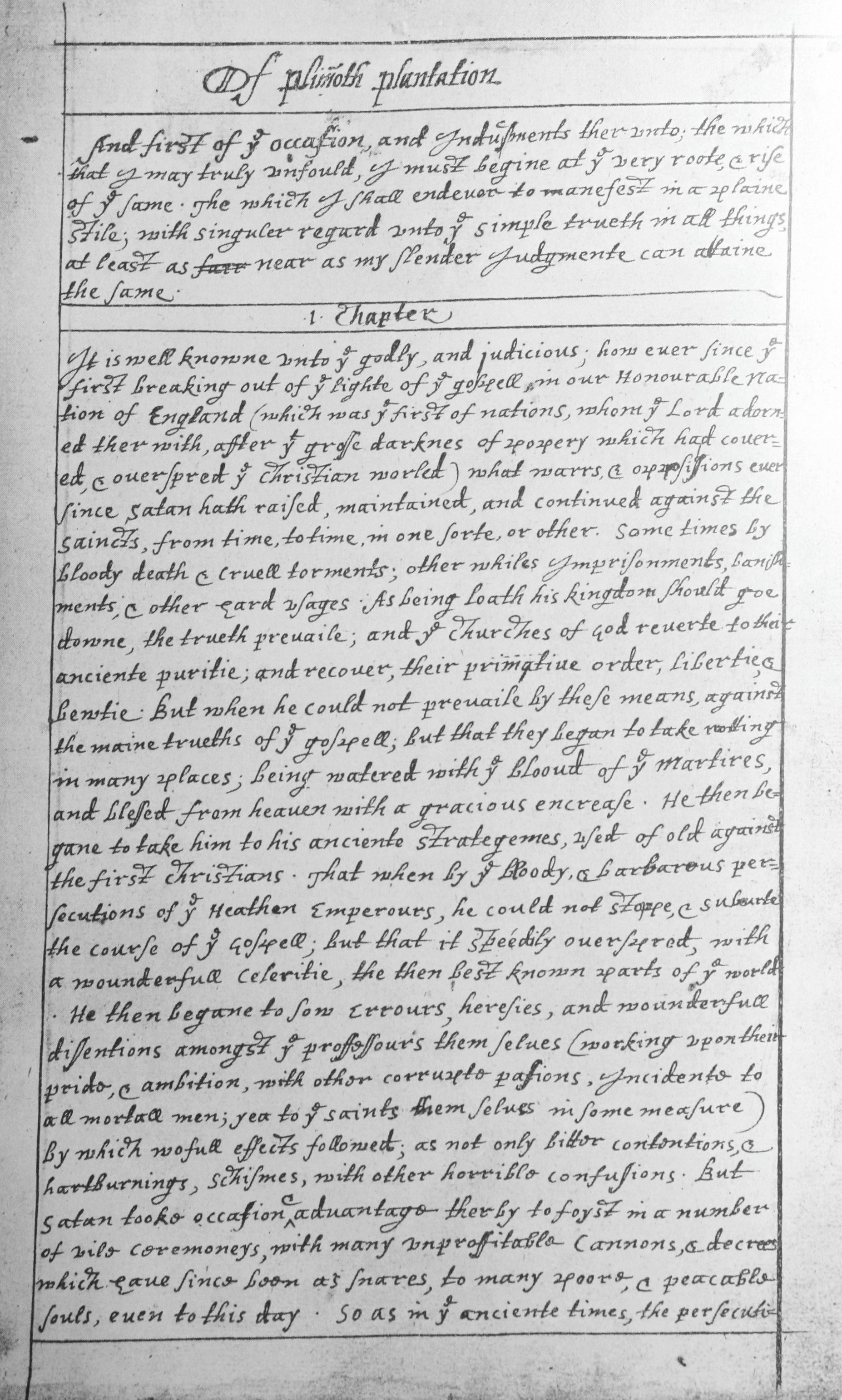
브래드퍼드 저널의 첫장

플리머스 플랜테이션에 대해(Of Plymouth Plantation)는 미국 매사추세츠주 플리머스 식민지의 지도자였던 윌리엄 브래드퍼드가 오랜 기간에 걸쳐 쓴 책으로, 필그림스의 이야기와 그들이 개척했던 초기 식민지에 대한 가장 완벽하고 권위있는 유일한 기록물이다. 메이플라워호를 타고 도착한 1620년에서 1647년까지를 기록되어 있으며, 그 저널은 그들이 네덜란드에 정착한 1608년부터 1620년 메이플라워호의 항해 그리고 1647년까지의 필그림스 이야기를 설명하고 있다. 이 책은 1650년 기록된 메이플라워호의 승객 목록과 그들에게 일어난 일로 끝을 맺는다.

## 같이 보기
- 메이플라워 서약